# 李纯甫
李纯甫（1177年—1223年），字之纯，号屏山居士，弘州襄阴（今河北阳原）人。金代文学家。

## 生平
自幼好讀《左氏春秋》，以諸葛孔明、王景略自期，工散文，效法《庄子》、《列子》、《战国策》等，承安二年（1197年）進士，任尚书右司都事，入翰林院，金宣宗迁都汴京（今河南开封），二入翰林院，因丞相朮虎高琪专权，不久辭官。高琪被诛後，三入翰林院。好贤乐善，廣泛交游，又工於詩，《归潜志》云：“教后学为文，欲自成一家。当别转一格，勿随人脚跟。”。正大八年（1231年），病逝京兆府（今河南开封）判官任上。

## 家族
父李采。

## 延伸阅读
[在维基数据编辑]
 《金史·卷126》，出自脱脱《遼史》